# Culicoides sibiricus
Culicoides sibiricus är en tvåvingeart som beskrevs av Mirzayeva 1964. Culicoides sibiricus ingår i släktet Culicoides och familjen svidknott. Inga underarter finns listade i Catalogue of Life.